# Bulgariaceae
Bulgariaceae es una familia de hongos en el orden Leotiales. Las especies habitan en las regiones templadas del norte y sur. La familia contiene 4 géneros y 7 especies.